# Exército Continental

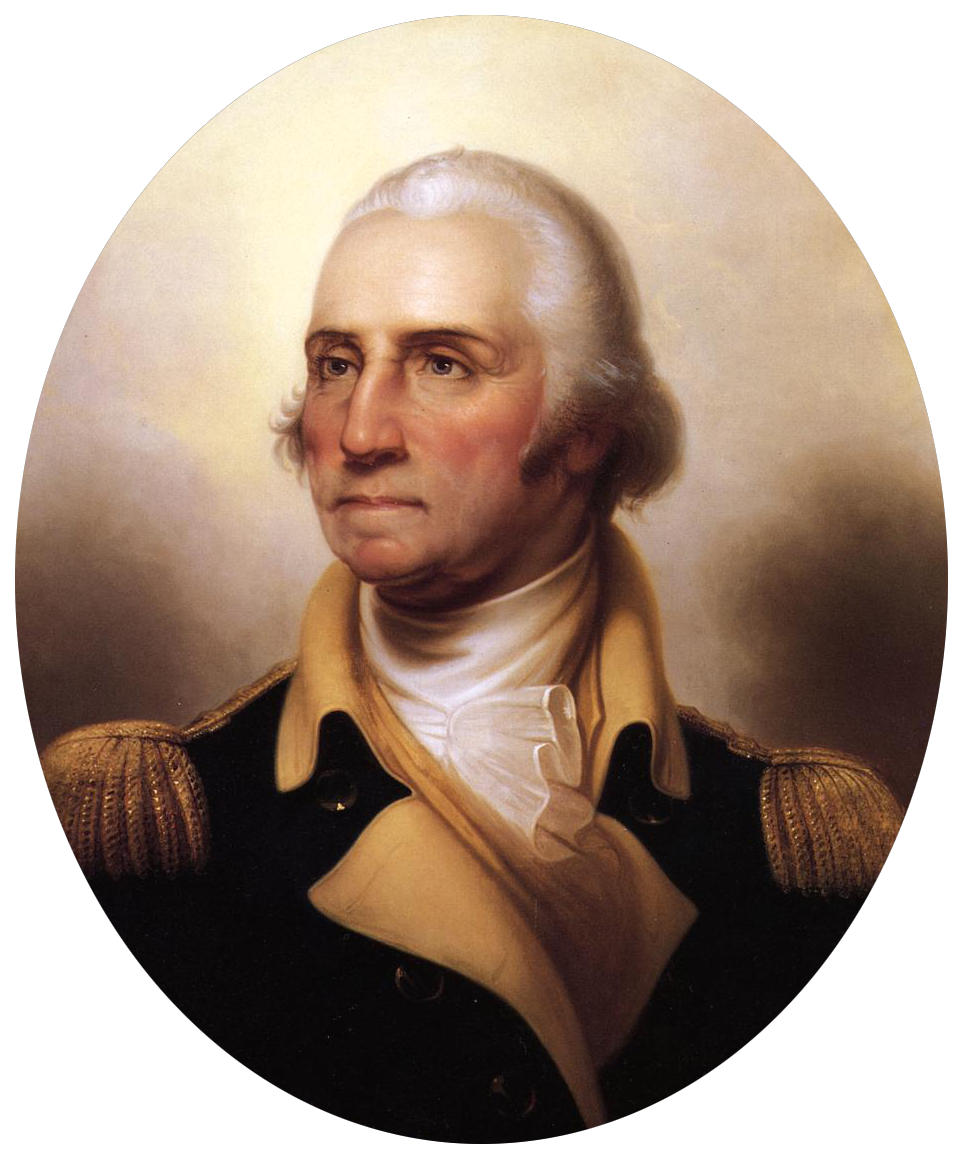
General George Washington, nomeado comandante-em-chefe do Exército Continental em 15 de junho de 1775

Exército Continental foi o exército formado no início da Guerra Revolucionária Americana pelas colônias que se tornaram os Estados Unidos da América. Estabelecido por uma resolução do Congresso Continental em 14 de junho de 1775, o exército fora criado para coordenar os esforços militares das Treze Colônias e sua luta contra o domínio da Grã-Bretanha. Encontrava-se associado à milícias locais e a outras tropas que remanesceram sob controle dos estados. George Washington foi seu comandante-em-chefe durante toda a guerra.
Quase todo o Exército foi disperso em 1783 após a assinatura do Tratado de Paris, que pôs fim ao conflito. As unidades restantes possivelmente formaram o núcleo do que se tornaria o Exército dos Estados Unidos.

## Origens
O Exército Continental consistia em soldados de todas as 13 colônias e, depois de 1776, de todos os 13 estados. Quando a Guerra Revolucionária Americana começou (nas Batalhas de Lexington e Concord em 19 de abril de 1775), os revolucionários coloniais não tinham um exército permanente. Anteriormente, cada colônia contava com a milícia (que era composta por cidadãos-soldados em tempo parcial) para a defesa local, ou o levantamento de tropas provinciais temporárias durante crises como a Guerra Franco-Indígena de 1754-63. À medida que as tensões com a Grã-Bretanha aumentaram nos anos que antecederam a guerra, os colonos começaram a reformar suas milícias em preparação para o conflito potencial percebido. A formação de milicianos aumentou após a passagem do Atos intoleráveis em 1774. Colonos como Richard Henry Lee propuseram a formação de uma força de milícia nacional, mas o Primeiro Congresso Continental rejeitou a ideia.
Em 23 de abril de 1775, o Congresso Provincial de Massachusetts autorizou a criação de um exército colonial composto por 26 regimentos de companhia. New Hampshire, Rhode Island e Connecticut logo levantaram forças semelhantes, mas menores. Em 14 de junho de 1775, o Segundo Congresso Continental decidiu prosseguir com o estabelecimento de um Exército Continental para fins de defesa comum, adotando as forças já existentes fora de Boston (22 000 soldados) e Nova York (5 000). Também levantou as primeiras dez companhias de tropas continentais em um alistamento de um ano, fuzileiros da Pensilvânia, Maryland, Delaware e Virgínia para serem usados como infantaria leve, que se tornou o 1º Regimento Continental em 1776. Em 15 de junho de 1775, o Congresso elegeu por unanimidade George Washington como Comandante-em-Chefe, que aceitou e serviu durante toda a guerra sem qualquer compensação, exceto o reembolso de despesas. Apoiando Washington como comandante em chefe estavam quatro major-generais (Artemas Ward, Charles Lee, Philip Schuyler e Israel Putnam) e oito generais de brigada (Seth Pomeroy, Richard Montgomery, David Wooster, William Heath, Joseph Spencer, John Thomas, John Sullivan, e Nathanael Greene) À medida que o Congresso Continental adotou cada vez mais as responsabilidades e a postura de uma legislatura para um estado soberano, o papel do Exército Continental tornou-se objeto de considerável debate. Alguns americanos tinham uma aversão geral a manter um exército permanente; mas, por outro lado, as exigências da guerra contra os britânicos exigiam a disciplina e a organização de um exército moderno. Como resultado, o exército passou por várias fases distintas, caracterizadas pela dissolução oficial e reorganização das unidades. O Exército Continental ficou famoso nos estágios posteriores pela traição de Benedict Arnold para tentar entregar um forte às tropas britânicas, que poderiam usá-lo como base para lançar um ataque para acabar com a guerra.
De um modo geral, as forças continentais consistiam em vários exércitos sucessivos, ou estabelecimentos:
- O Exército Continental de 1775, composto pelo Exército da Nova Inglaterra inicial, organizado por Washington em três divisões, seis brigadas e 38 regimentos. Os dez regimentos do major-general Philip Schuyler em Nova York foram enviados para invadir o Canadá.
- O Exército Continental de 1776, reorganizado após o período inicial de alistamento dos soldados no exército de 1775, expirou. Washington apresentou recomendações ao Congresso Continental quase imediatamente após aceitar o cargo de Comandante-em-Chefe, mas o Congresso levou tempo para considerá-las e implementá-las. Apesar das tentativas de ampliar a base de recrutamento para além da Nova Inglaterra, o exército de 1776 permaneceu inclinado para o Nordeste tanto em termos de composição quanto de foco geográfico. Este exército consistia em 36 regimentos, a maioria padronizado para um único batalhão de 768 homens forte e formado em oito companhias, com uma força de base de 640.
- O Exército Continental de 1777-1780 evoluiu a partir de várias reformas críticas e decisões políticas que surgiram quando se tornou evidente que os britânicos estavam enviando forças substanciais para pôr fim à Revolução Americana. O Congresso Continental aprovou o "88 Battalion Resolve", ordenando que cada estado contribuísse com regimentos de um batalhão em proporção à sua população, e Washington posteriormente recebeu autoridade para levantar mais 16 batalhões. Os prazos de alistamento se estenderam para três anos ou para "a duração da guerra" para evitar as crises de fim de ano que esgotaram as forças (incluindo o notável quase colapso do exército no final de 1776, que poderia ter encerrado a guerra)
- O Exército Continental de 1781-82 viu a maior crise do lado americano na guerra. O Congresso estava falido, tornando muito difícil reabastecer os soldados cujos mandatos de três anos haviam expirado. O apoio popular à guerra atingiu um nível mais baixo de todos os tempos, e Washington teve que reprimir motins tanto na Linha da Pensilvânia quanto na Linha de Nova Jersey. O Congresso votou para cortar o financiamento do Exército, mas Washington conseguiu, no entanto, garantir importantes vitórias estratégicas.
- O Exército Continental de 1783-84 foi sucedido pelo Exército dos Estados Unidos, que persiste até hoje. Como a paz foi restaurada com os britânicos, a maioria dos regimentos foi dissolvida de forma ordenada, embora vários já tivessem diminuído.